# Корсар (балет)
«Корсар» (фр. Le Corsaire) — барвистий балет на пригодницьку тему з життя корсарів, на музику композиторів Адольфа Адама, Лео Деліба, Рікардо Дріго, Цезаря Пуні з хореографією Жозефа Мазільє (1801—1868). Перша вистава відбулася 23 січня 1856 року в Паризькій Опері. Лібрето написав Анрі де Сен-Жорж (1799—1875) під впливом однойменної поеми Джорджа Байрона 1814 року.

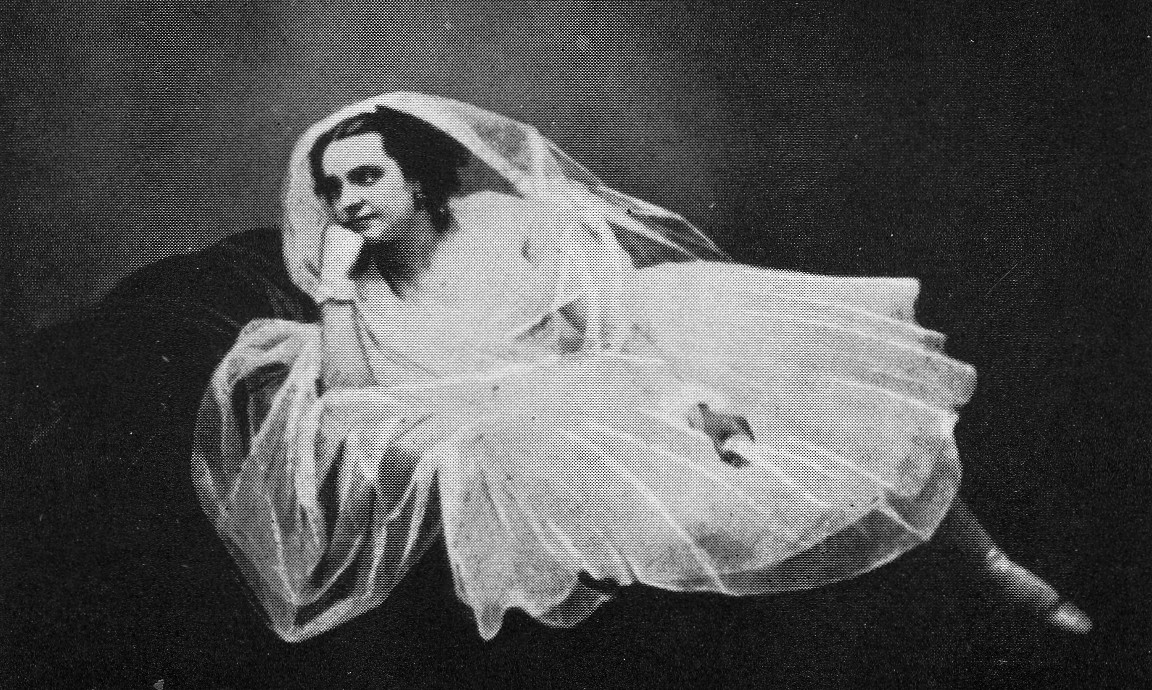
Кароліна Розаті як Медора в балеті «Корсар». Паризька опера. 1856

## Дійові особи
- Конрад (корсар),
- Бірбанто (його друг),
- Ісак Ланкедем (купець),
- Медора (його вихованка),
- Сеїд-паша,
- Зюльма і Гюльнара (дружини паші),
- євнух, корсари, невільниці, варта.

## Короткий зміст балету

### Дія I

#### Картина 1. Ринок невільників
На ринковій площі Адріанополя работоргівець Ісак Ланкедем рекламує свій товар. Серед невільниць дуже гарна греки́ня Медора. Купці захоплені красою дівчини і просять Ланкедема її продати, але він їм відмовляє. Корсар Конрад теж вражений красою Медори і закохується в неї. Медора відповідає йому взаємністю. Конрад хоче купити Медору, але Ланкедем відмовляє йому, у нього інші плани.
На площу в оточенні свити прибуває могутній Сеїд-паша і купує у Ланкедема прекрасну рабиню Гюльнару. Однак, перед відбуттям він помічає Медору, чия краса вражає його. Ланкедем спочатку відмовляється уступити її паші, але той пропонує за неї скриню золота і работоргівець не може відмовитися. Ланкедем повинен доставити Медору до палацу паші, якщо ні, то його стратять. Під час торгу Конрад домовляється з Медорою про втечу.
Конрад і корсари влаштовують танці і раптово, за сигналом Конрада, викрадають невільниць. Ланкедем намагається відібрати Медору, однак і сам потрапляє в полон до корсарів.

#### Картина 2. Печера корсарів
Печера на острові піратів. Медора, Конрад і пірати прибувають до їх притулку з невільницями, викраденими разом з Медорою. Медора добивається у Конрада їх звільнення, що викликає незадоволення деяких піратів, які позбавилися трофеїв. Під керівництвом Бірбанто, вони планують повстання проти Конрада, за допомогою Ісака, який дає їм наркотичне зілля, щоб вони одурманили Конрада і забрали Медору і невільниць. Залишившись на самоті, Конрад і Медора віддаються своїм почуттям. Приносять вино, у яке підмішане зілля, Конрад відразу ж засинає. Змовники забирають Медору, але не вбивають Конрада, який прокидається і вирушає на пошуки Медори.

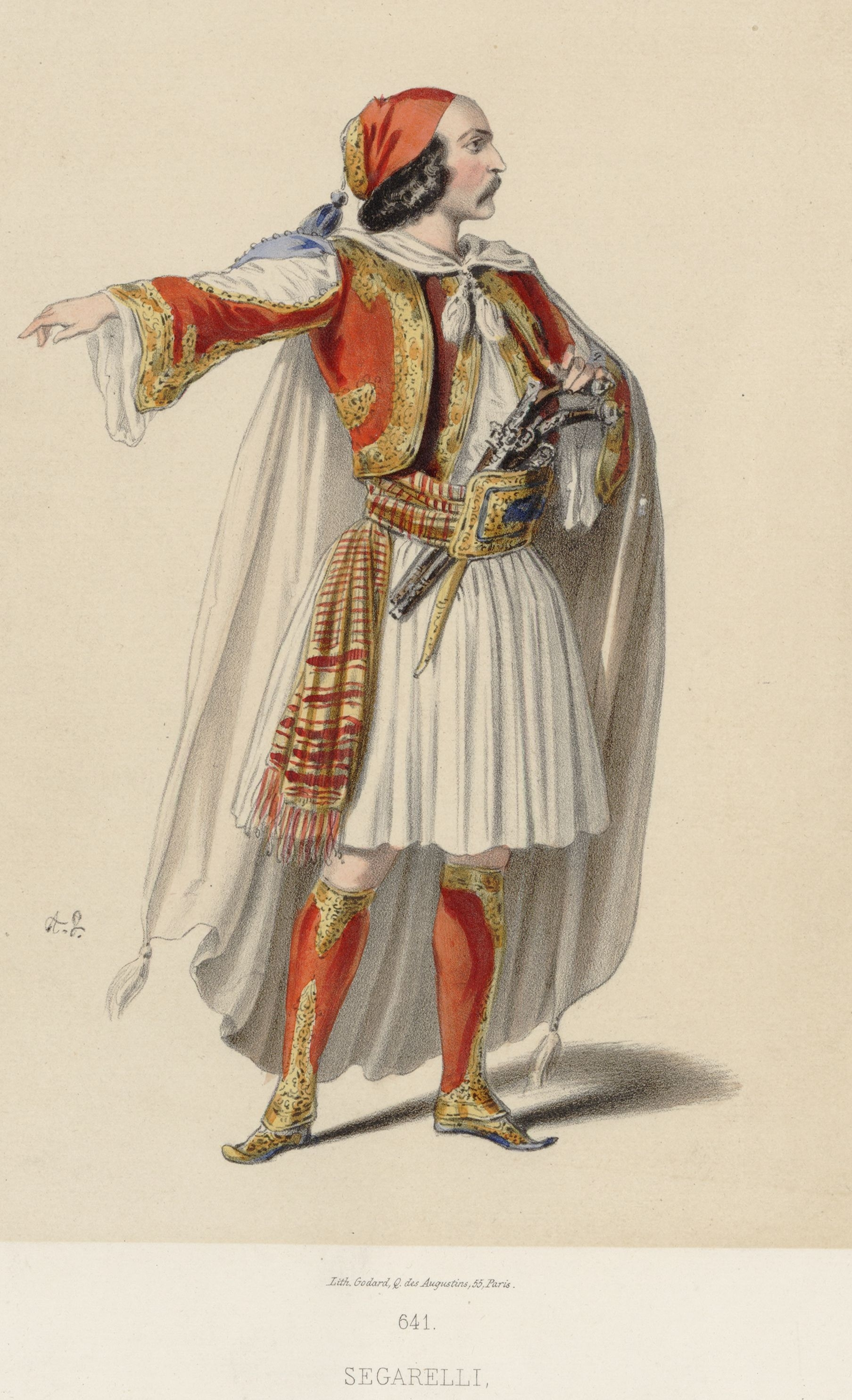
Сеґареллі у ролі Конрада
в балеті «Корсар». 1856

### Дія II

#### Картина 3. Палац Сеїд-паші
Гарем Сеїд-паші, де невільниці очікують на його прибуття. Гюльнара мріє стати дружиною паші. Вона відмовляється підкорятися дисципліні гарему. Вона намагається сперечатися з самим паше́ю і завдяки своїй чарівності уникає покарання. Однак, сам паша з нетерпінням чекає на Медору. Нарешті Ісак приводить заплакану Медору, яку вітають інші жінки. Паша захоплений її красою і відтепер Медора займає перше місце у його гаремі.
Оголошують про прибуття пілігримів, а насправді це Конрад і його пірати. Паша з почестями приймає їх у своєму палаці. Один із паломників непомітно підходить до Медори і вона впізнає його — це Конрад. Він знову намагається викрасти Медору: паломники скидають чернечий одяг і вступають у бій із вартою Сеїд-паші. Однак варта палацу перемагає корсарів і Конрад стає в'язнем паші, а Медора знову в полоні.

### Дія III

#### Картина 4. Гарем
Паша пропонує Медорі звільнити Конрада, якщо вона пообіцяє одружитися з ним. Медора змушена скоритися, але Гюльнара, яка любить пашу і не хоче залишити палац, готова допомогти закоханим утекти. Вона пропонує змову: Медора втече з Конрадом, коли Гюльнара буде грати роль Медори на весіллі. Обман вдається.

#### Картина 5. Піратський корабель
На піратському кораблі святкують возз'єднання закоханих Медори і Конрада. Починається буря, яка поглинає корабель.

#### Епілог
Берег. Медора і Конрад дивом врятувалися з корабельної аварії і тепер їх ніщо не роз'єднає.

## Балет «Корсар» в Україні

### Київська опера
На київській сцені цей балет з'явився в квітні 1927 року в постановці московських артистів Асафа Мессерера та Володимира Рябцева з новаторськими, ефектними декораціями та мальовничими костюмами українського сценографа Анатолія Петрицького. На прем'єрі партію чарівної Медори виконувала прима-балерина Маріїнського театру Олена Люком, а її партнером був танцівник Борис Шавров, який створив образ Корсара. В наступних виставах виступали молоді солісти українського балетного колективу, який саме цією виставою завершував перший самостійний театральний сезон — Антоніна Яригіна (Медора), Віра Мерхасіна (Гюльнара), Олександр Бердовський (Конрад).
Нова прем'єра балету була присвячена 75-річчю київського балетного колективу. Її створив танцівник Віктор Яременко, який запропонував власне хореографічне бачення «Корсара». Він створив нову сценічну редакцію й зберіг перлини Жуля Перро та Маріуса Петіпа, водночас творчо використавши досвід петербурзького хореографа професора Петра Гусєва, який ще на початку 1950-х перетворив переважно пантомімічні чоловічі ролі, зокрема Конрада, на яскраво танцювальні. У постановці В. Яременка з'явилося чимало нових оригінальних хореографічних епізодів.

### Львівська опера
Зміст балету, викладений вище, стосується постановки балету Адольфа Адама на сцені Львівського національного академічного театру опери та балету імені Соломії Крушельницької. У класичному «Корсарі» корабель і його герої гинуть. У постановці балетмейстера і постановника балету Юліани Малхасянц тріумфує «хепі-енд» — корабель випливає в майбутнє і це життєствердна мить.
Прем'єра відбулася 27 жовтня 2012 року. У фінальній сцені глядачі побачили декорації справжнього корабля. Художники Михайло і Тадей Риндзаки працювали над ними навіть ночами. Костюмери під керівництвом художника Христини Козак підготували близько 200 вбрань, що дозволило артистам переодягатися по 5 разів. У балеті «Корсар» використано спецефекти, у театрі використовуються акустичні пристрої аналогічні до тих, що стоять у Карнегі-хол у США.

### Дніпровський академічний театр опери і балету
Прем'єра балету на дніпровській сцені відбулася 22 жовтня 2011 року в осучасненій постановці Д. Омельченка за класичною версією хореграфічного бачення Маріуса Петіна.
Вистава супроводжується художнім словом, однак іноземною мовою.